# Sebastijan Rejman
Sebastijan Rejman (rođen 13. januara 1978) je finski muzičar, glumac i voditelj, poznat kao pevač i gitarista grupe The Giant Leap. Kad se The Giant Leap raspao, Sebastijan je osnovao novi bend Sebastian & The 4th Line Band.

## Karijera
Rejman je rođen u porodici radnika u istočnom Helsinkiju. Počeo je da svira gitaru i peva sa 14 godina. Kao muzičke uzore navodi Elvisa Prislija i Brusa Springstina.
2012. Rejman je bio i TV voditelj. Od tada je bio voditelj u mnogo emisija i radio je kao voditelj u bekstejdžu na "The Voice of Finland". 2014. godine je vodio emisiju "Jukebox" i bio je voditelj koncerta „We want more“ s Kristiinom Komulaisen. 2018. godine dobio je ulogu u finskoj seriji Syke u kojoj je glumio doktora Jessa.
2019. je izabran zajedno sa DJ Darudom za predstavnika Finske na Pesmi Evrovizije 2019. održanoj u Tel Avivu, u Izraelu. Na Evroviziji su pevali pesmu "Look away". Nastupili su u prvom polufinalu i nisu se plasirali u finale. Bili su zadnji (sedamnaesti) u polufinalu sa 23 osvojena boda.

## Lični život
Rejman je u braku sa glumicom Iinom Kuustonen i oni imaju dvoje dece, sina rođenog u septembru 2016. i ćerku rođenu u januaru 2019.

## Diskografija
- "Look away" (sa DJ Darudom) (2019)
- "Superman" (sa DJ Darudom) (2019)
- "Relase me" (sa DJ Darudom) (2019)
- "Somebody Else" (2011)
- "Ta moko" (2011)
- "Beautiful goodbye" (2011)
- "Unbreakable" (2010)